# Средства инфракрасного противодействия

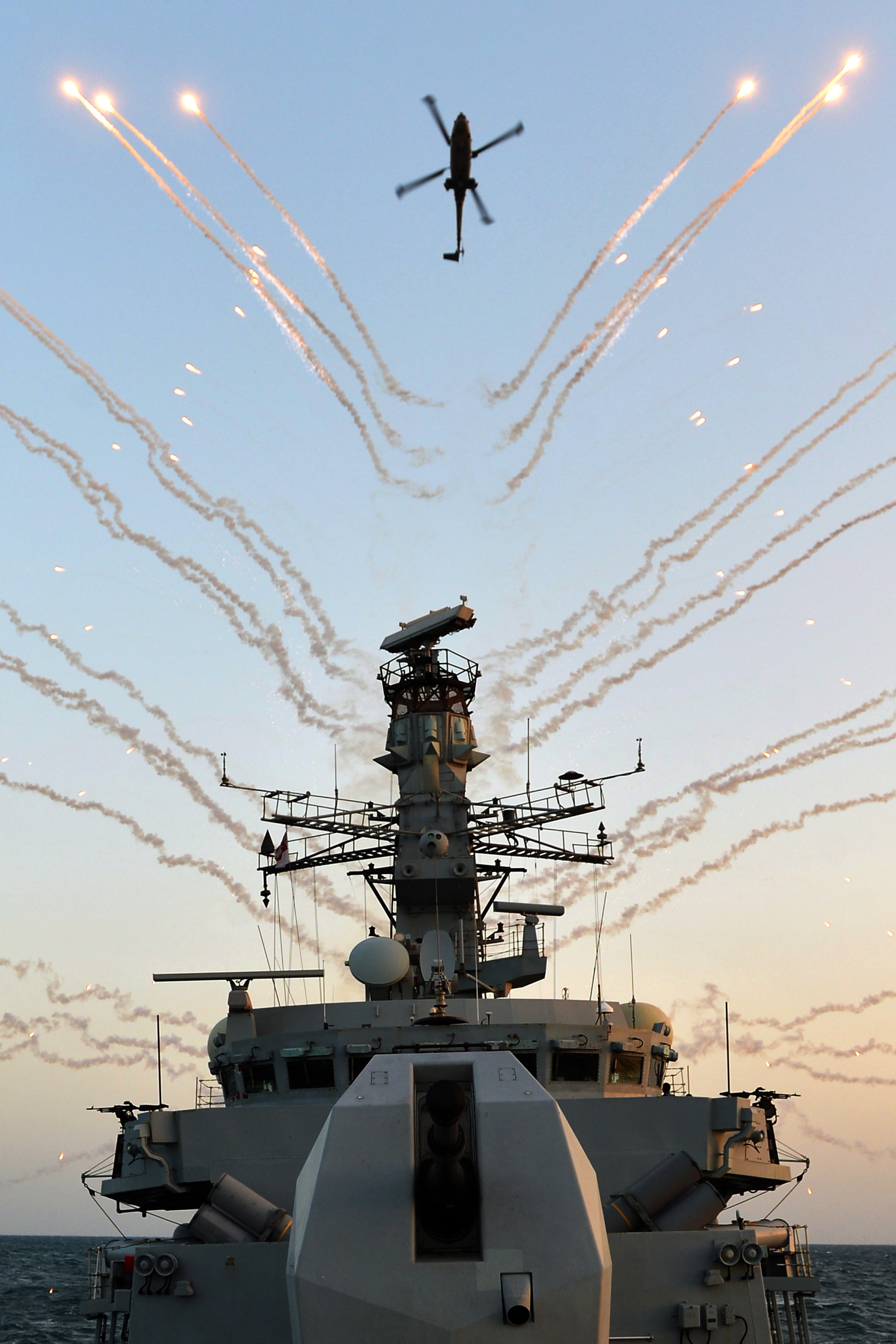
Постановка ЛТЦ

Сре́дства инфракра́сного противоде́йствия — системы, использующиеся в военной авиации, предназначенные для противодействия ракетам с инфракрасной головкой самонаведения (ИКГСН), таким как Р-27(Э)Т, Р-60, Р-73, ракеты ПЗРК и т. п.
Используется два вида помех: отстреливаемые ложные тепловые цели (ЛТЦ) и стационарные генераторы пульсирующих инфракрасных помех.

## Ложные тепловые цели

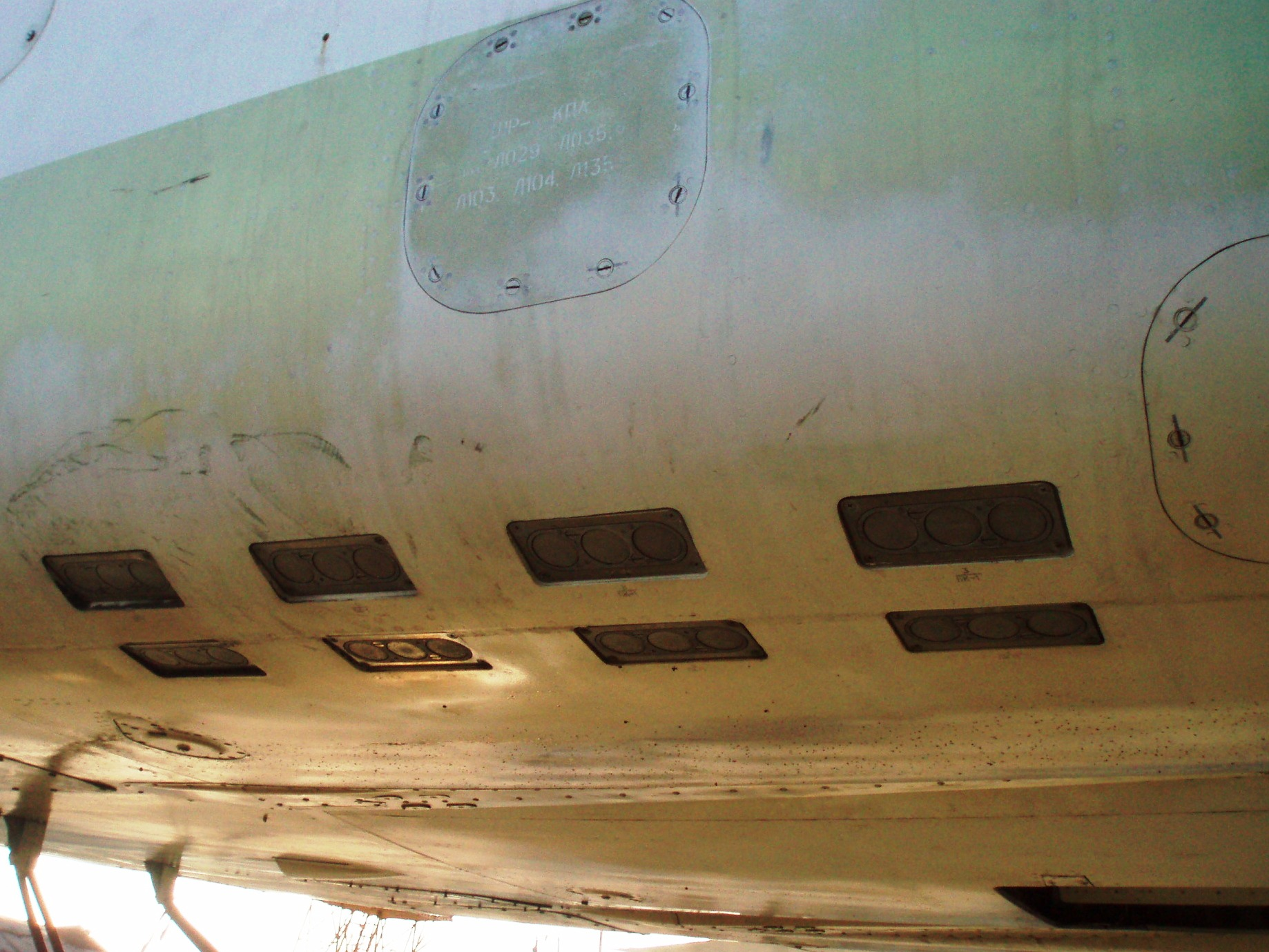
Держатели АПП-50 (для отстрела 50 мм ИК и ПРЛ патронов)

Ложные тепловые цели — пиротехнические устройства, выделяющие большое количество тепла при сгорании горючего состава, также известны как «тепловые ловушки» и «ИК-ловушки». Конструктивно представляют собой небольшую ёмкость с твердым горючим составом (пирофорным или пиротехническим) — конструкция в принципе подобна звёздам сигнальных или осветительных ракет.
ЛТЦ на борту самолёта или крылатой ракеты устанавливаются в специальные держатели, так называемые автоматы сброса или автоматы постановки помех. Сами автоматы сопрягаются с системами бортового комплекса обороны, и в ряде случаев их применение автоматизировано, в зависимости от характера угрозы. При появлении такой ложной цели в поле наведения ракета перенацеливается на более мощный тепловой сигнал.
Существуют специальные снаряды для авиационных пушек, снаряженные высокотемпературной горючей смесью и также предназначенные для постановки ИК-помех. Они так и называются «ПротивоИнфраКрасные Снаряды» (например, ПИКС-23П-АМ-ГШ — это 23-мм помеховый инфракрасный патрон для авиационных пушек АМ-23 и ГШ-23).
Следует отметить, что современные типы головок самонаведения (в частности, ультрафиолетовые) могут отличать спектральные характеристики излучения ЛТЦ и самолета.

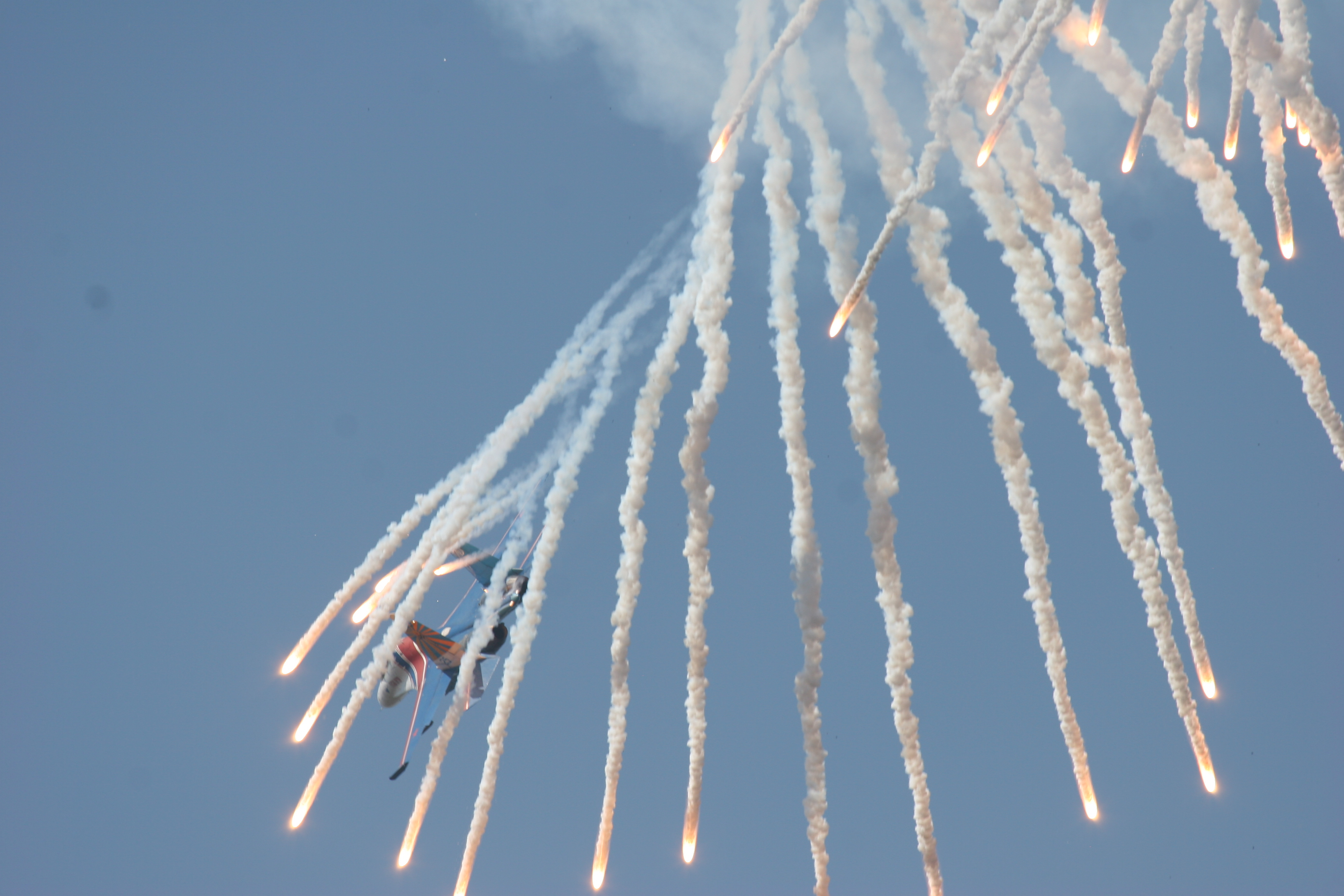
Су-27
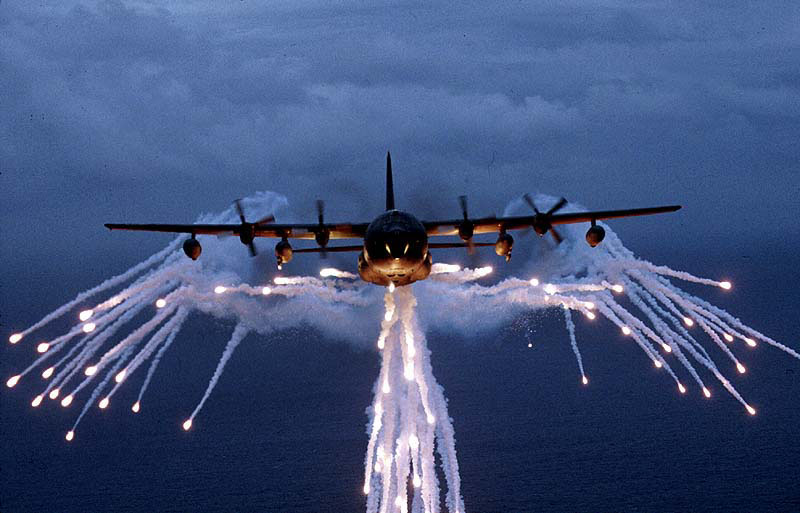
Локхид MC-130
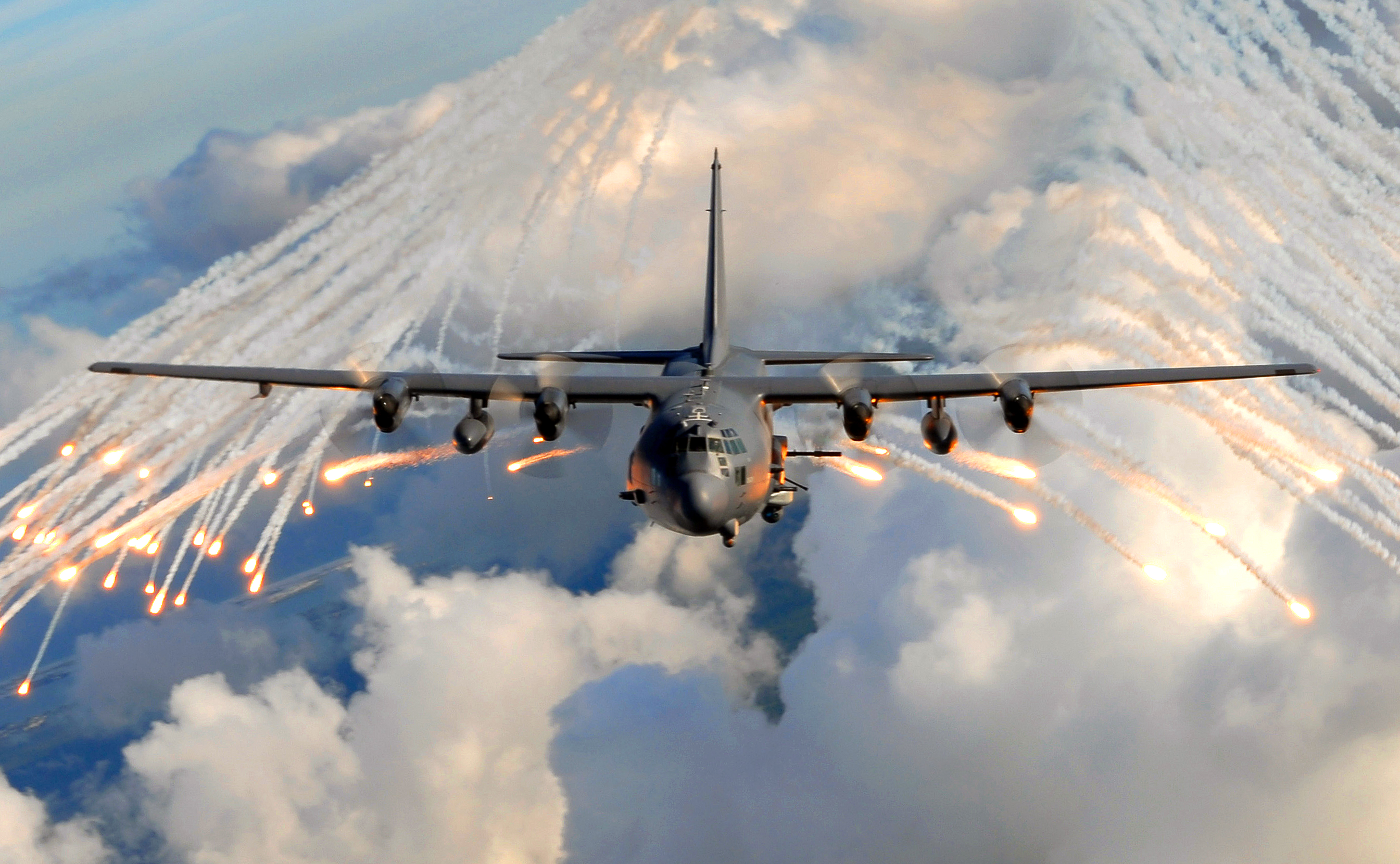
Lockheed AC-130U Spooky
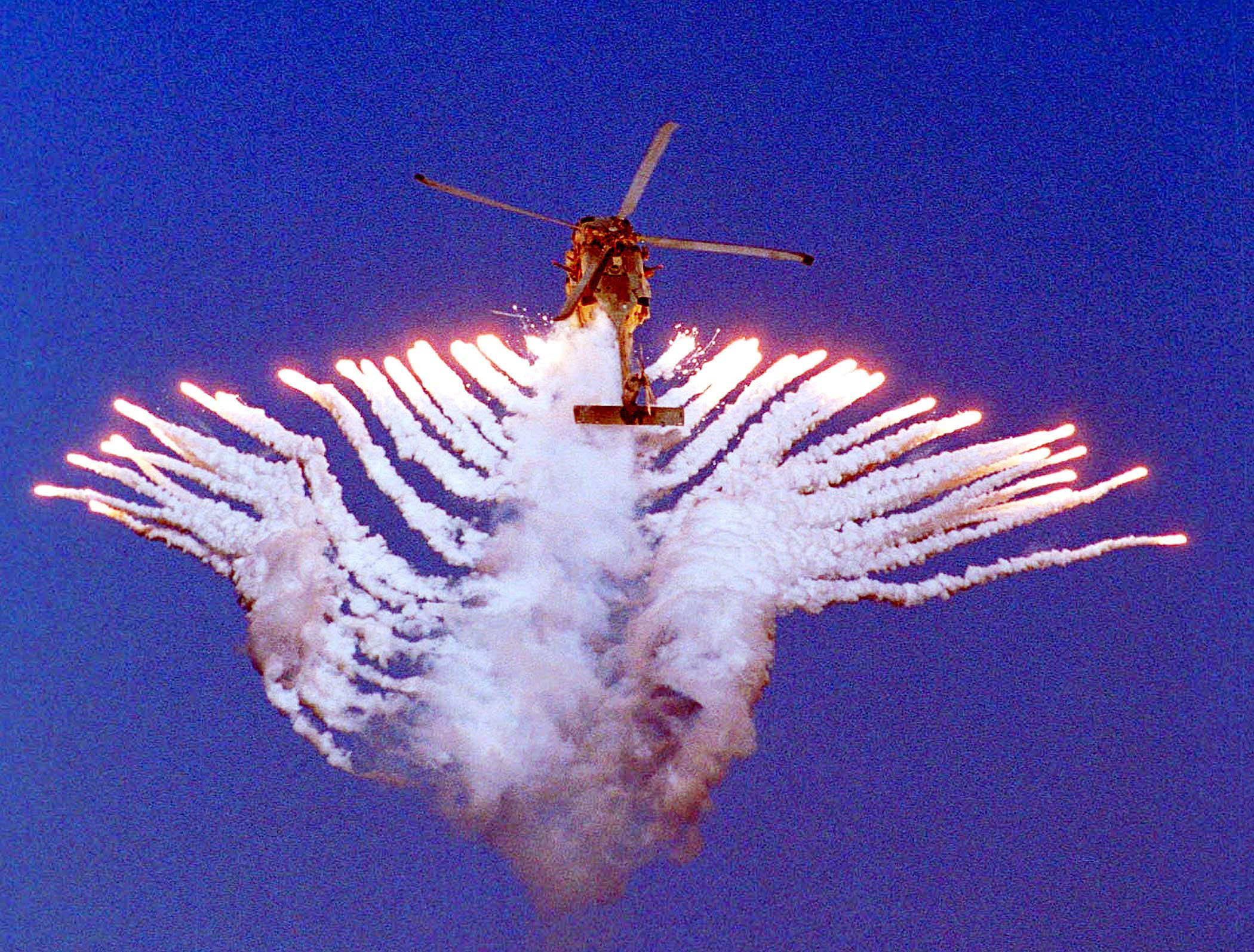
«Си Хоук»

## Генератор пульсирующих инфракрасных помех

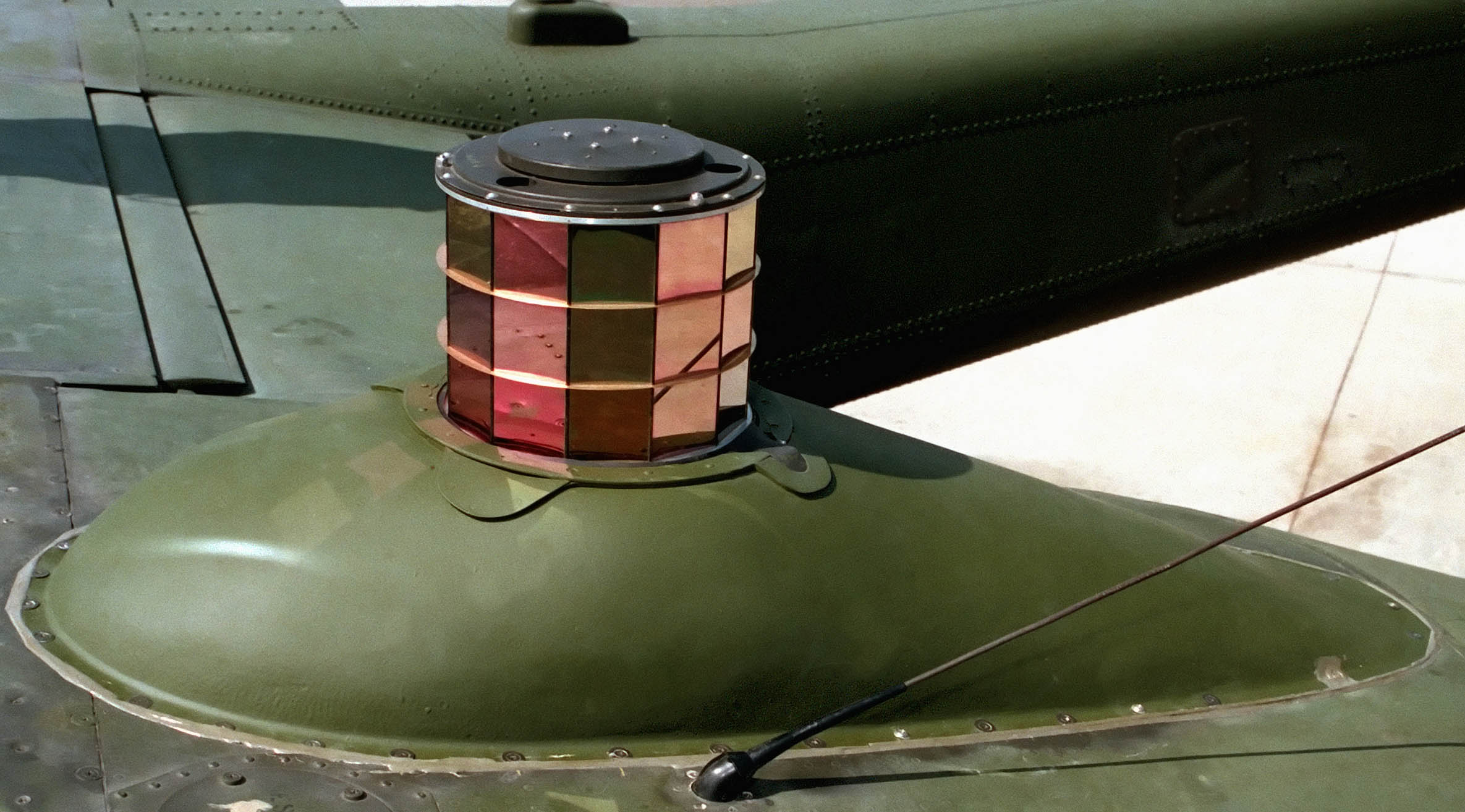
Пример генератора пульсирующих инфракрасных помех ALQ-144 «Хот брик» на фюзеляже самолёта OV-10D «Бронко»

Генератор пульсирующих инфракрасных помех представляет собой мощную инфракрасную лампу с вращающимся отражателем, в кожухе из прозрачного для инфракрасного излучения материала, расположенную на корпусе защищаемого объекта.
Ракеты с инфракрасной головкой самонаведения относятся к самым простым управляемым средствам поражения воздушных целей. При генерировании пульсирующих инфракрасных помех с частотой, равной рабочей частоте внутренних элементов наведения, и мощностью, сопоставимой с естественным тепловым излучением защищаемой цели, в систему наведения ракеты вносится помеха, приводящая к отклонению ракеты от защищаемой цели.
- Липа
- Адрос
- Президент-С

### Эффективность
Вероятность срыва атаки ракеты ПЗРК при использовании генераторов пульсирующих инфракрасных помех составляет от 0,5 до 0,7-0,8.

## Бортовая лазерная станция постановки помех
Принцип работы основан на дезориентации инфракрасной головки самонаведения ракеты импульсно-периодическим широкополосным инфракрасным лазером. Станция включает в себя системы обнаружения, сопровождения ракеты и наведения на неё излучения лазера.